# 福島のお耳に ふくみみラジオ
福島のお耳に ふくみみラジオ（ふくしまのおみみに ふくみみラジオ）は、NHK福島放送局がNHKラジオ第1放送において2013年4月から2016年4月1日まで放送した福島県域向けラジオ番組。

## 概要
東日本大震災でラジオの重要性が見直され、NHK福島放送局は普段からラジオを聴く習慣を身につけてもらう取り組みを始めた。総合テレビで放送していた午前の福島県域番組福島耳より情報 ふくみみを終了させ、ふくみみのタイトルを引き継ぎ、毎週木曜夕方にラジオ番組を開始した。2014年度からは毎週木曜と金曜の放送に拡大された。
震災からの復興の動きや季節の話題、週末のイベント情報など福島の情報を伝えるコーナーやリスナーから寄せられたお便りの紹介、曲のリクエストなども受け付けている。その他、ニュースや交通情報なども伝えた。
2016年4月から新番組こでらんに5開始の為ふくみみラジオは終了した。

## 放送時間
毎週木曜、金曜（NHKラジオ第1放送福島県域） 17時00分～18時00分
- 祝日や国会、高校野球や大相撲中継など特別編成となった時は短縮または休止

## 出演者
- 荒響子（福島局契約キャスター）(2013年4月～2016年4月1日)
- NHK福島放送局アナウンサーが週替わりで荒のパートナーを務めた(2014年度～2016年4月1日)

2019年の過去
- 羽隅将一（2013年4月～2014年5月）